# Manifesto de N'sele

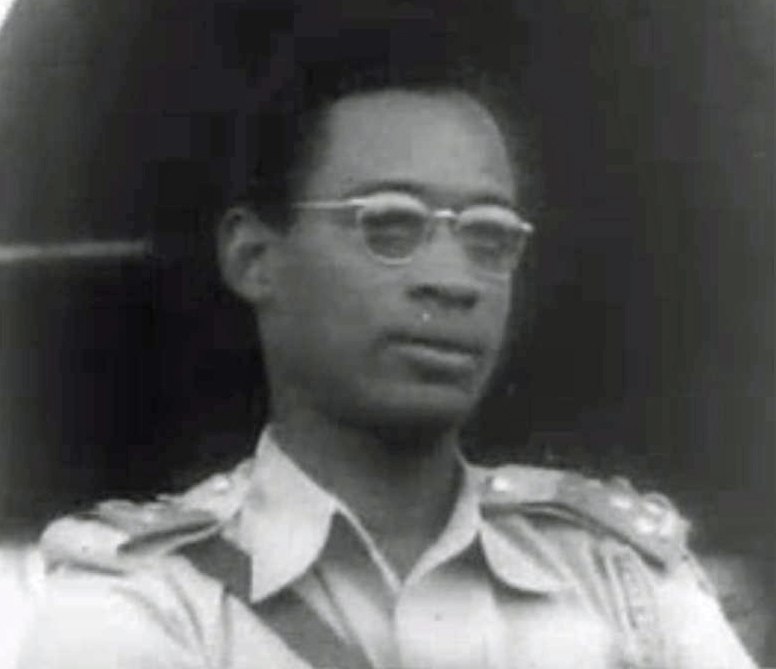
Coronel Mobutu, 1950

O Manifesto de N'sele (em francês: Manifeste de la N'sele) foi um documento político oficial emitido na República Democrática do Congo (Republica do Zaire) em 19 ou 20 de maio de 1967, que delineou a posição política oficial do Movimento Popular da Revolução (Mouvement Populaire de la Révolution, MPR), um partido político fundado por Joseph-Désiré Mobutu em 1966. O manifesto foi elaborado durante uma reunião do MPR em N'sele, Kinshasa, onde estava sediado.
O Manifesto de N'sele definiu a posição ideológica do MPR como um autêntico exemplar de sincretismo político, a combinação de "Autenticidade" e "Mobutismo". Ele definiu o Mobutismo como uma expressão do nacionalismo congolês, a rejeição do tribalismo e regionalismo, e o conceito abstrato de "revolução". O nacionalismo e a afirmação da independência eram essenciais para o documento. O Manifesto de N'sele também delineou as intenções do governo, que incluíam a expansão da autoridade do governo nacional, um programa comprometido com a melhoria das condições de trabalho, a manutenção da independência econômica e a criação de um "nacionalismo autêntico". Ele legitimou a criação de um estado de partido único no país como um meio antipolítico para encerrar as lutas políticas e ideológicas que caracterizaram a Crise do Congo (1960–1965).
Importante no contexto da Guerra Fria, o Manifesto de N'sele repudiou tanto o comunismo quanto o capitalismo como ideologias não "autenticamente" congolesas. Ele defendia uma política de "neutralismo positivo" em política externa.

## Escritores
Este programa com uma coloração nacionalista e populista foi elaborado no Domaine de la Nsele, a cerca de quarenta quilômetros de Kinshasa; O Manifesto de N’Sele serviu de base ideológica para o Partido Único em seus primórdios; expressando ideias nacionalistas, ele conseguiu seduzir a elite em seus estágios iniciais.

#### Além de Mobutu, participaram da redação do Manifesto:
- Justin Bomboko;
- Étienne Tshisekedi;
- Paul-Henri Kabaidi wa Kabaidi;
- Singa Udjuu.[5]

## Afirmações
Ele afirma, entre outras coisas:
"restauração da autoridade do Estado e seu prestígio internacional,"
"respeito às liberdades democráticas,"
"participação ativa direta ou indireta de cada um na discussão pública dos problemas da vida comum,"
"confrontação permanente dos interesses, necessidades e exigências econômicas ou políticas,"
"libertar os zairenses de todas as servidões e garantir seu progresso construindo uma República verdadeiramente social e verdadeiramente democrática,"
"a Revolução não será feita esmagando o indivíduo,"
"a liberdade humana está no centro das preocupações do MPR,"
"supressão das opressões políticas,"
"reafirmação das grandes liberdades tradicionais: liberdade de opinião, liberdade de imprensa, liberdade de consciência,"
"o cidadão deve ser respeitado em sua liberdade, que lhe dá a força de seu compromisso,"

"o MPR respeitará as liberdades fundamentais e facilitará seu exercício".
Ele também define a distribuição equitativa da renda nacional, os princípios de convenção coletiva e a garantia dos salários.

## O Contexto
No meio da década de 1960, coexistiam três correntes dentro do futuro MPR:
1. Os nacionalistas (Mandungu Bula Nyati, Gérard Kamanda wa Kamanda). Foram eles que inspiraram o Manifesto de N’sele e estão na origem das nacionalizações e das resoluções populistas do Comitê Central;[1]
2. Os conservadores (Joseph Ileo, Victor Nendaka Bika);[1]
3. Os "mestiços e outros cidadãos com nacionalidade duvidosa" (Kengo wa Dondo, Cyprien Rwakabuba Shinga).[1]

## Recepção e Crítica
No entanto, uma das grandes críticas da oposição a este programa, aparentemente democrático, é a limitação automática da pluralidade política: "O primeiro ato realizado pelo MPR foi ignorar ao Povo um dos direitos naturais mais elementares: a livre escolha. O MPR foi um partido que recrutava seus membros pela força. Um de seus slogans básicos traduz esse caráter coercitivo: "Quer você queira ou não, você é do MPR' ('Olinga olinga te, Ozali MPR')".

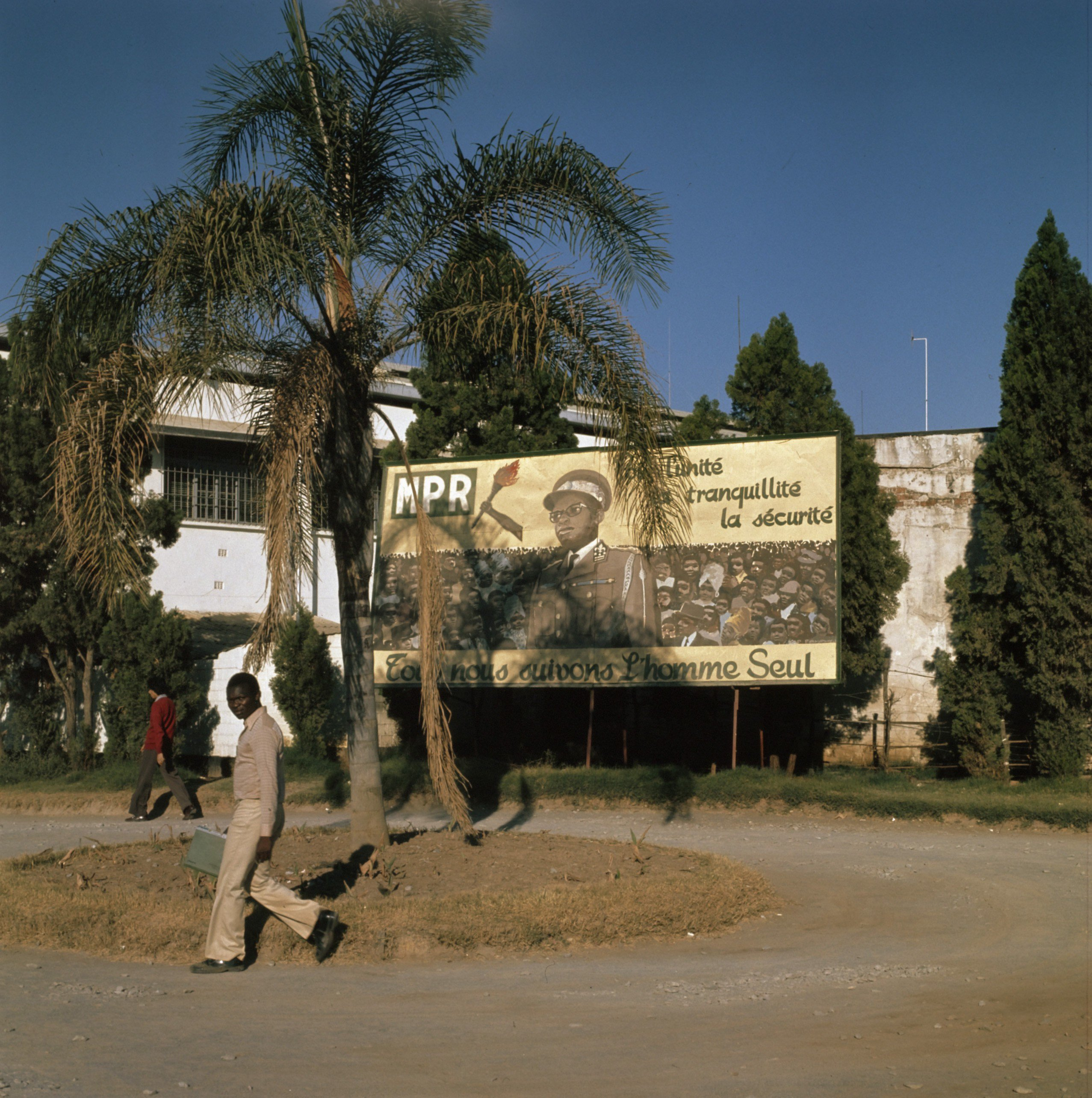
Cartaz de propaganda do MPR em Quinxassa, 16 de agosto de 1973.

Os detratores desta carta argumentam que ela "não passava de um rosário de boas intenções enquanto o pensamento único havia tomado como refém toda uma República"  e que "ser zairense significava pertencer a este movimento", uma vez que o seu cartão de membro servia como identidade oficial e todo recém-nascido era automaticamente filiado no partido.

Muitos observadores consideram que o desfecho lógico do manifesto é o início da ditadura:
"Mobutu, presidente fundador do MPR, era de direito Presidente da República e, portanto, desfrutava de todos os poderes. A constituição de 1967, aprovada na sequência desta proclamação por uma espécie de referendo popular, estipulava, aliás, que o presidente, concentrando em suas mãos todos os poderes, não é obrigado a tomar certas decisões em conselho de ministros e pode assinar sozinho todos os seus atos".
Por outro lado, os admiradores de Mobutu têm uma alta estima pelo texto: 
"Nossa religião é baseada na crença em um Deus Criador e no culto aos ancestrais [...] Nossa Igreja é o M.P.R. Seu líder é Mobutu, o respeitamos como se respeita o Papa. Nossa lei é a autenticidade [...] Nosso evangelho é o mobutismo, o Manifesto de N’Sele [...]".